# Gislaveds kyrka
Gislaveds kyrka är en kyrkobyggnad centralt i Gislaved. Den tillhör Gislaveds församling i Växjö stift. 

## Kyrkobyggnaden
Kyrkan uppfördes 1904 som ett kapell efter ritningar av arkitekt Ludwig Peterson. Invigningen ägde rum 1906. 1935 byggdes kapellet till enligt Malte Erichs ritningar och blev Gislaveds kyrka. Vid en omfattande renovering tillkom målningar på taket, korväggen, predikstolen och läktarbröstet. Målningarna utfördes av konstnären Axel Wallert. Vid en omfattande renovering 2018 byttes kyrkans tak, kyrkans tegelväggar fick ny fog och bland annat golvet i sakristian byttes ut. Samtidigt byggdes kyrkan till på högra sidan om huvudingången med bland annat hiss och toaletter.
Kyrkan är orienterad i öst-västlig riktning med tornet i öster och koret i väster.

## Inventarier
- Dopfunten av grön marmor med silverskål skänktes till kyrkan 1940.
- Nuvarande altare tillkom vid en renovering 1984.
- I tornet finns ett klockspel med 24 klockor.

### Orglar
- 1935 byggde Lindegrens Orgelbyggeri, Göteborg en orgel med sjutton stämmor.
- 1980 byggde Olof Hammarberg, Göteborg en ny mekanisk orgel med ny fasad, som invigdes 1982.

| Huvudverk I     | Svällverk II      | Pedal       | Koppel |
| Principal 8’    | Gedakt 8’         | Subbas 16’  | I/P    |
| Rörflöjt 8’     | Fugara 8'         | Oktava 8’   | II/P   |
| Oktava 4’       | Voix Celeste 8’   | Borduna 8'  | II/I   |
| Koppelflöjt 4’  | Tvärflöjt 4'      | Flöjtbas 4' |        |
| Oktava 2'       | Flautino 2'       | Fagott 16'  |        |
| Sesquialtera II | Nasat 1 1/3'      |             |        |
| Mixtur IV       | Scharf III        |             |        |
| Trumpet 8'      | Oboe 8'           |             |        |
|                 | Tremulant         |             |        |
|                 | Crescendosvällare |             |        |

- En kororgel är byggd 1997 av Ålems orgelverkstad.

### Webbkällor
- Gislaveds pastorat
- byggnadspresentation